# SLC39A11
SLC39A11 (англ. Solute carrier family 39 member 11) – білок, який кодується однойменним геном, розташованим у людей на 17-й хромосомі. Довжина поліпептидного ланцюга білка становить 342 амінокислот, а молекулярна маса — 35 396.
| 10         |  | 20         |  | 30         |  | 40         |  | 50         |
| ---------- |  | ---------- |  | ---------- |  | ---------- |  | ---------- |
| MLQGHSSVFQ |  | ALLGTFFTWG |  | MTAAGAALVF |  | VFSSGQRRIL |  | DGSLGFAAGV |
| MLAASYWSLL |  | APAVEMATSS |  | GGFGAFAFFP |  | VAVGFTLGAA |  | FVYLADLLMP |
| HLGAAEDPQT |  | TLALNFGSTL |  | MKKKSDPEGP |  | ALLFPESELS |  | IRIGRAGLLS |
| DKSENGEAYQ |  | RKKAAATGLP |  | EGPAVPVPSR |  | GNLAQPGGSS |  | WRRIALLILA |
| ITIHNVPEGL |  | AVGVGFGAIE |  | KTASATFESA |  | RNLAIGIGIQ |  | NFPEGLAVSL |
| PLRGAGFSTW |  | RAFWYGQLSG |  | MVEPLAGVFG |  | AFAVVLAEPI |  | LPYALAFAAG |
| AMVYVVMDDI |  | IPEAQISGNG |  | KLASWASILG |  | FVVMMSLDVG |  | LG         |

A: Аланін

D: Аспарагінова кислота

E: Глутамінова кислота

F: Фенілаланін

G: Гліцин

H: Гістидин

I: Ізолейцин

K: Лізин

L: Лейцин

M: Метіонін

N: Аспарагін

P: Пролін

Q: Глутамін

R: Аргінін

S: Серин

T: Треонін

V: Валін

W: Триптофан

Задіяний у таких біологічних процесах, як транспорт іонів, транспорт, альтернативний сплайсинг. 
Білок має сайт для зв'язування з іоном цинку. 
Локалізований у клітинній мембрані, цитоплазмі, ядрі, мембрані, апараті гольджі.